# 麗麗公主
《麗麗公主》，是由中國大陸獨立遊戲開發者游學者狐狸製作的文字冒險遊戲，2018年8月17日透過Steam商店于Windows平台銷售。2020年2月11日遊戲開發者為了要在2019冠状病毒病疫情的防疫期間中聲援，所以在Steam中透過公告宣布2020年2月11日4時0分(UTC+8)至2020年2月18日4時0分(UTC+8)止，限時開放免費下載。

## 遊戲內容
該遊戲是一款以角色扮演遊戲為形式的文字冒險遊戲，玩法注重在解謎與劇情上，另外也有少量的回合制戰鬥，遊戲中總共有4個章節，分別由改編於小仲馬小說的《茶花女》作為第一章，再引入第二章《迷失小鎮》、第三章《溫蒂妮之戀》以及第四章的《梅奧的格裏希》來構成整個遊戲劇情。遊戲劇情在講述身職聖騎士的男主角在一次路過被惡魔侵襲的村莊時，遇上了被惡魔追殺的女主角麗麗，就此男主角踏上了一場保護麗麗的旅程。

## 外部連結
- 《麗麗公主》Steam頁面（页面存档备份，存于）